# Remizidae
Remizidae é uma família de aves da ordem Passeriformes.

## Gêneros
- Anthoscopus Cabanis, 1850 (6 espécies)
- Auriparus Baird, 1864 (1 espécie)
- Remiz Jarocki, 1819 (4 espécies)

- Commons
- Wikispecies